# Golden Horn Records
Golden Horn Records is een Amerikaans platenlabel, waarop klezmer, Turkse en Indiase klassieke muziek en andere wereldmuziek en jazz wordt uitgebracht. Het label werd opgericht door de in Californië wonende Turkse software-adviseur en radiopresentator Ateþ Temeltaþ (spreek uit: Atesh Temeltash). Het is gevestigd in Walnut Creek.
Musici en groepen die op het label zijn uitgekomen zijn onder meer Mercan Dede, Deepak Ram, Rajeev Taranath, Veretski Pass, Yurdal Tokcan, Budowitz, Adrienne Cooper en Buzuki Orhan Osman.